# Prato Fiorito
Prato Fiorito är en frazione i kommunen Roma Capitale inom storstadsregionen Rom i regionen Lazio i Italien. Prato Fiorito är beläget i zonen Torre Angela i Municipio Roma VI.
Bland sevärdheterna finns kyrkan San Massimiliano Kolbe och Parco dell'Acqua e del Vino.

## Kommunikationer
Busslinjer
- 056
- 508

### Webbkällor
- ”Municipio Roma VI” (på italienska). Comune di Roma. Arkiverad från originalet den 25 januari 2020. http://archive.md/FCWjj. Läst 25 januari 2020.